# Archäologisches Museum von Odessa

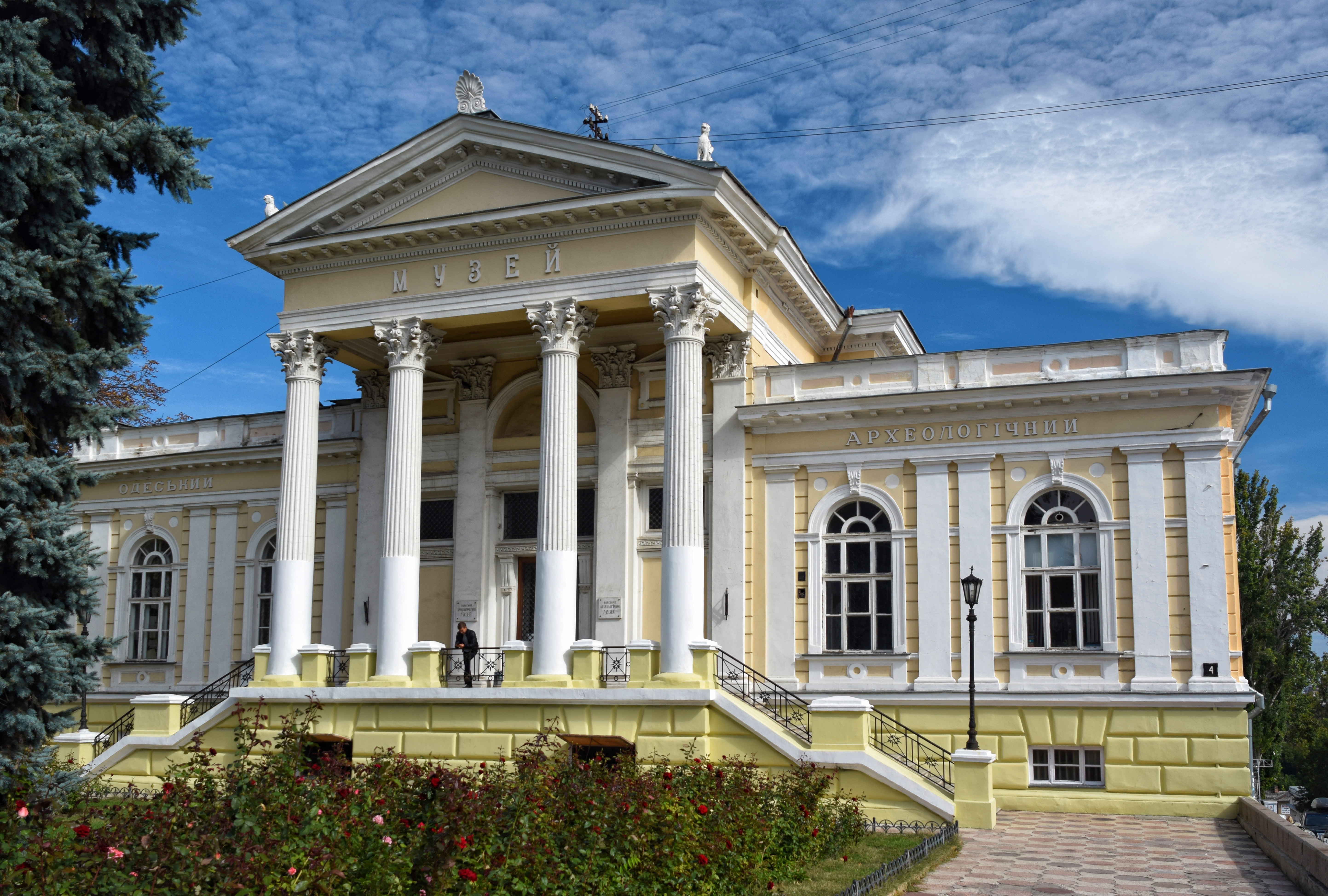
Archäologisches Museum von Odessa (2014)

Das Archäologische Museum von Odessa ist eines der ältesten archäologischen Museen der Ukraine. Das 1825 gegründete Museum hat seit 1883 seinen Sitz in einem Gebäude, das von dem polnischen Architekten Feliks Gąsiorowski geplant wurde. Seinen Sitz hat es in Вулиця Ланжеронівська 4 (Langeronovskaya-Straße 4) in Odessa. Administrativ ist das Museum der Nationalen Akademie der Wissenschaften der Ukraine unterstellt.
Im Jahr 1959 wurde die Archäologische Gesellschaft Odessa als institutionelle Erweiterung des Museum gegründet. Seit 1997 ist das Museum nicht nur Ausstellungs-, sondern auch Forschungseinrichtung. Als solche führt es umfassende archäologische Ausgrabungen von Fundplätzen der Kupfersteinzeit und der Bronzezeit, der frühen Eisenzeit, der Antike – etwa in Nikonion – und des Mittelalters durch. Diese Untersuchungen finden unter Heranziehung von Spezialisten und Forschern aus zahlreichen europäischen Ländern statt. Bei diesen Aktivitäten wird das Museum von der Archäologischen Gesellschaft Odessa unterstützt, auch hinsichtlich der Koordination und des Bekanntmachens der Ergebnisse.

## Ausstellung
Wichtigster Teil des Museumbestandes ist die größte Sammlung an archäologischen Funden zur antiken Geschichte der nördlichen Schwarzmeerküste. Sie umfasst mehr als 170 000 Funde von der Steinzeit bis zum Mittelalter, darunter rund 55 000 Münzen. Darüber hinaus umfasst das Museum die einzige Sammlung der Ukraine zur Geschichte des Alten Ägypten.
Die bedeutsamsten Exponate werden im Foyer des Museumsgebäudes, das extra für die Bibliothek des Museums errichtet wurde, ausgestellt. In den ersten beiden Sälen werden Funde vom Beginn der Menschheit bis zur Bronzezeit des 2. Jahrtausends v. Chr. gezeigt. Besonders interessant sind Funde der Cucuteni-Tripolje-Kultur.
Die wertvollsten Ausstellungsstücke sind Edelmetallfunde aus Gold und Silber, die aus dem beginnenden 2. Jahrtausend v. Chr. stammen. Auch gibt es derartige Funde aus skythischen und sarmatischen Nekropolen, mittelalterliche Funde aus Gräbern nomadischer Völker und slawischer Produktion.
Von den 50 000 Münzen werden die seltensten Gold- und Silbermünzen der griechischen Antike, des Römischen Reichs, Byzanz’ und der Kiewer Rus ausgestellt. Besonders hervorzuheben ist eine Münze von Wladimir I., von der es weltweit nur elf Exemplare gibt.
Die Sammlung ägyptischer Altertümer mit ihren Holz- und Steinsarkophagen, Grabbeigaben und Papyrusfragmenten ist die drittgrößte der ehemaligen Sowjetunion.

Exponate des Museums
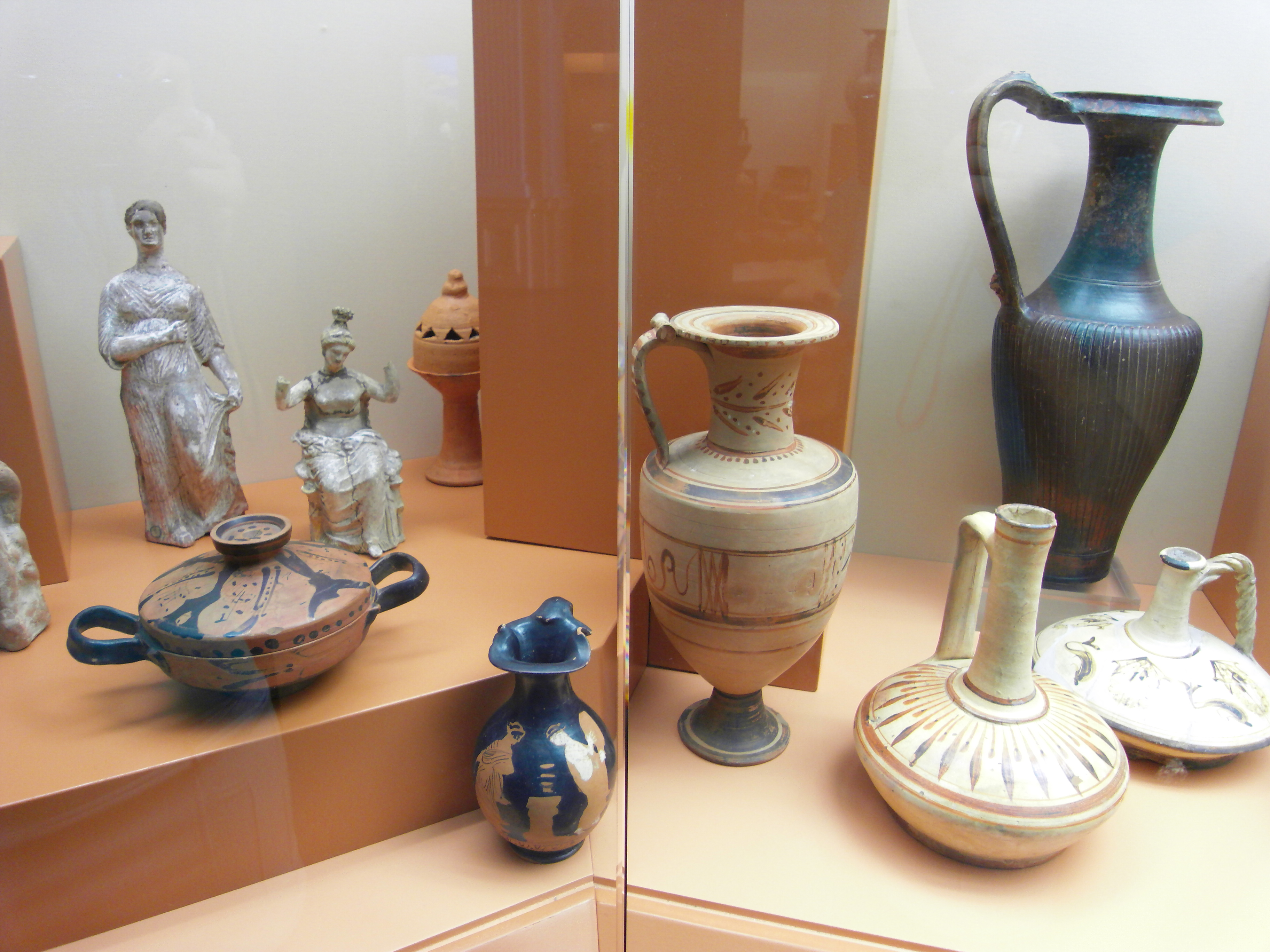
Antike griechische Keramik
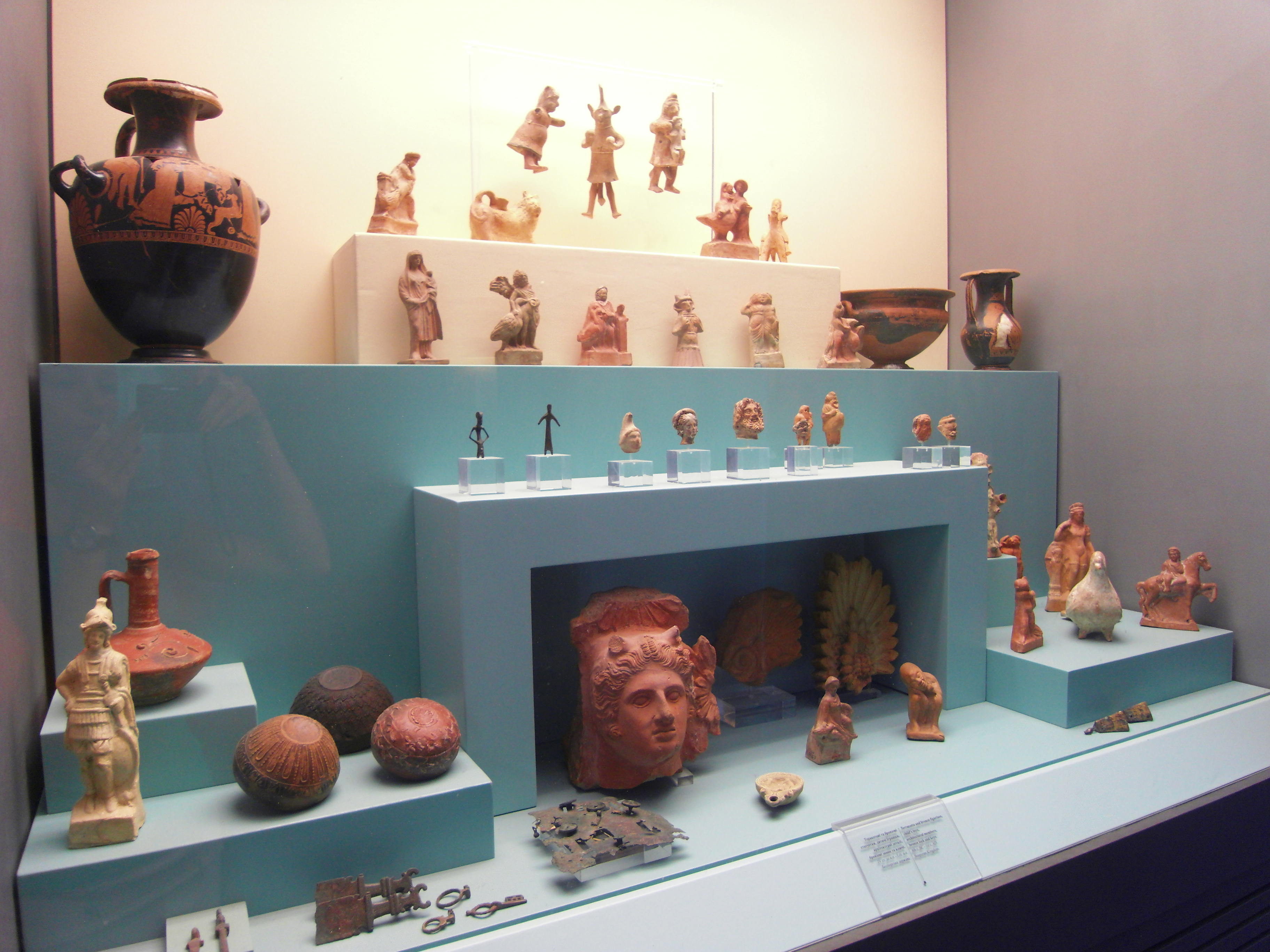
Terrakotten, Vasen und Bronzen des Bosporanischen Reichs
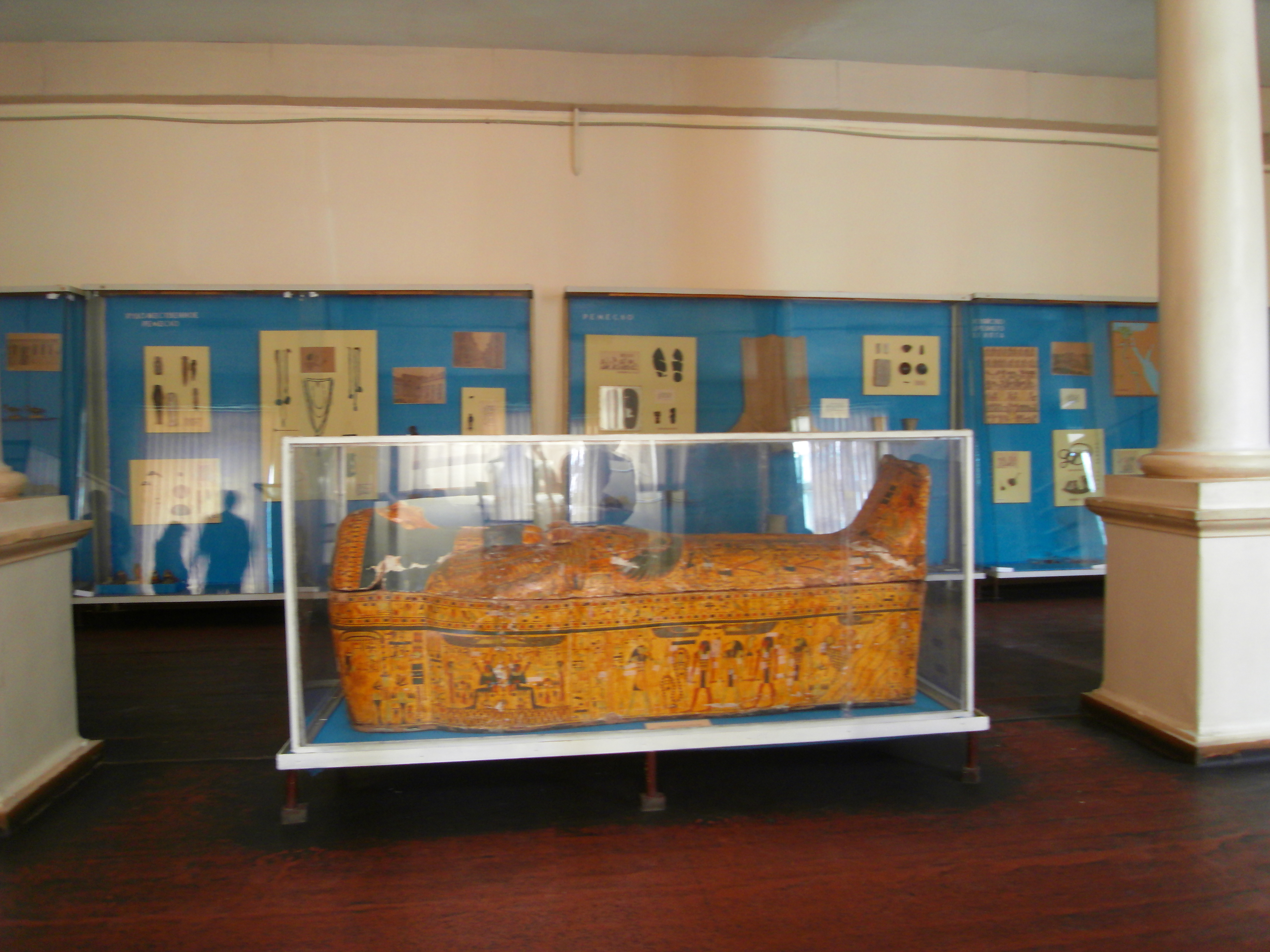
Ägyptischer Sarkophag